# Senátní obvod č. 54 – Znojmo
Senátní obvod č. 54 – Znojmo je podle zákona č. 247/1995 Sb. tvořen celým okresem Znojmo a jižní částí okresu Brno-venkov, tvořenou na východě obcemi Loděnice, Šumice, Branišovice a Troskotovice.
Současným senátorem je od roku 2020 Tomáš Třetina za TOP 09.

## Senátoři

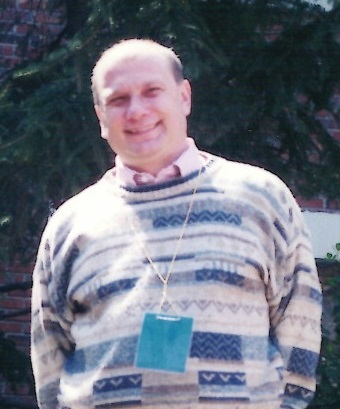
Milan Špaček
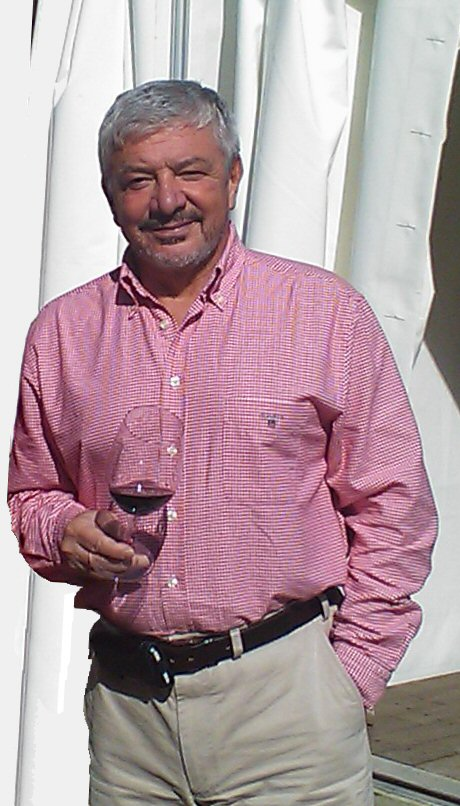
Vladimír Železný
Marta Bayerová
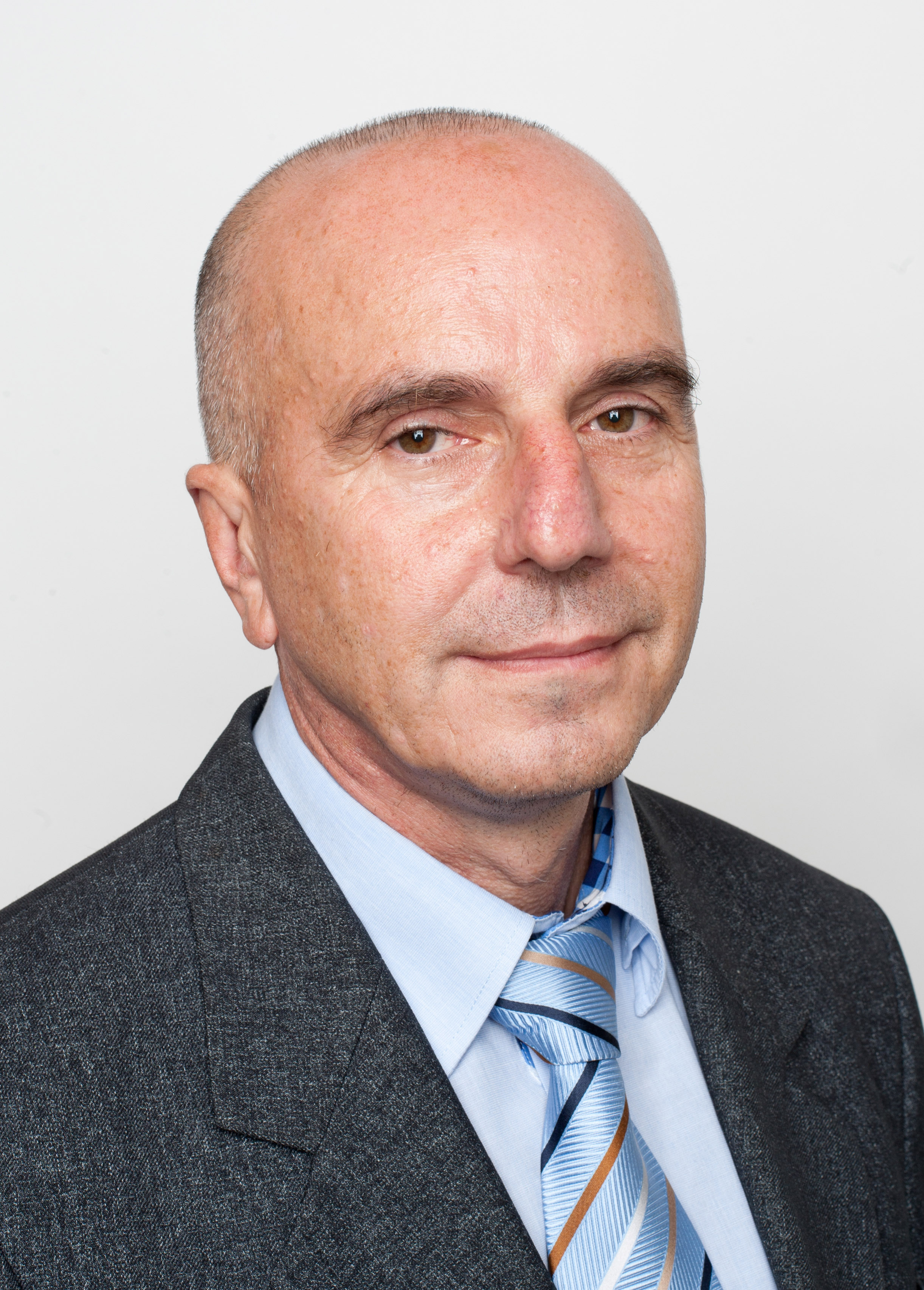
Pavel Štohl
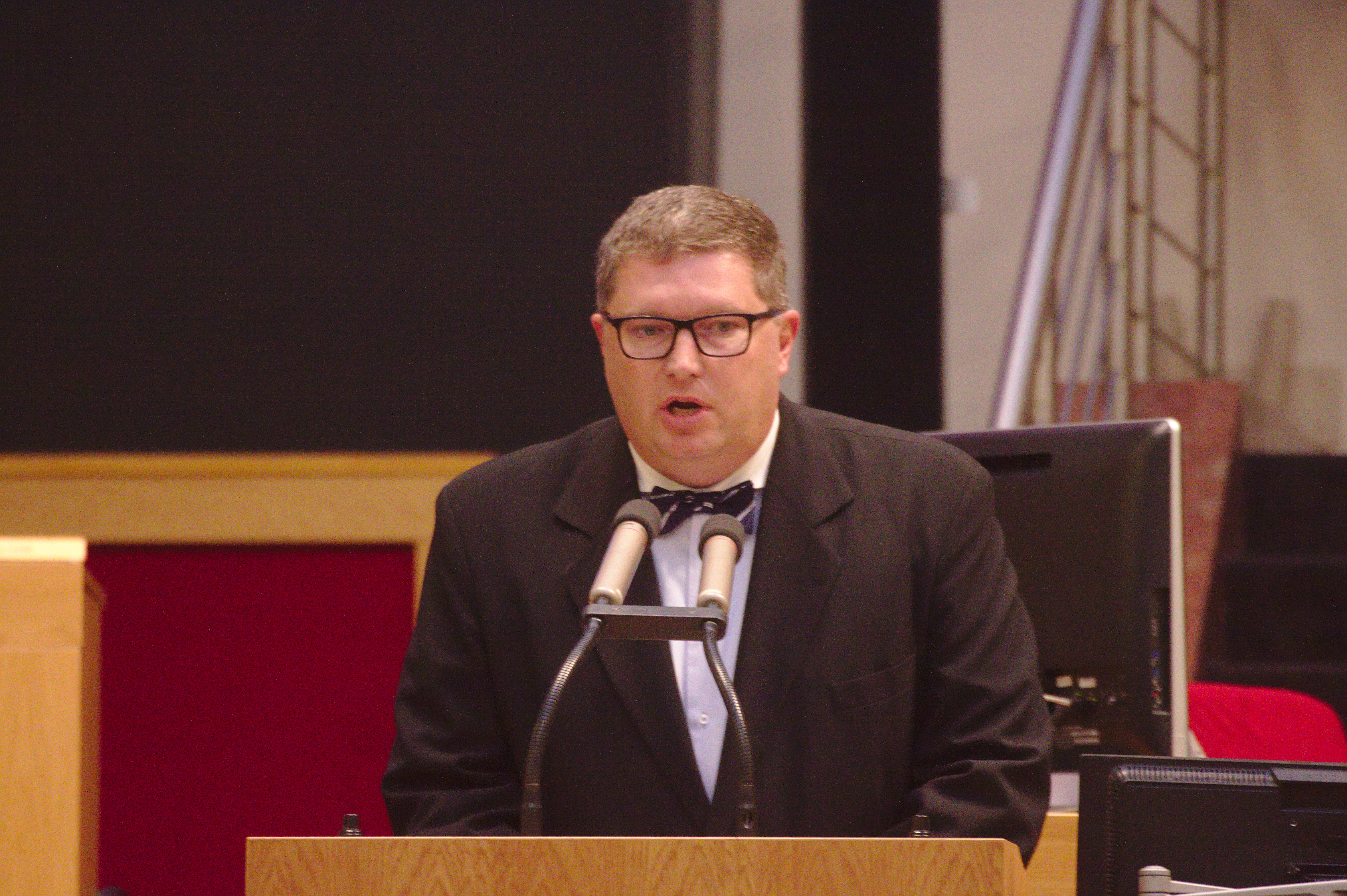
Tomáš Třetina

| Volby | Volby | Senátor                | Volební strana    | Navrhující strana | Politická příslušnost | Odkaz  |
| ----- | ----- | ---------------------- | ----------------- | ----------------- | --------------------- | ------ |
|       | 1996  | MUDr. Milan Špaček     | KDU-ČSL           | KDU-ČSL           | KDU-ČSL               | profil |
|       | 2002  | PhDr. Vladimír Železný | NEZ               | NEZ               | BEZPP                 | profil |
|       | 2004  | MUDr. Milan Špaček     | KDU-ČSL           | KDU-ČSL           | KDU-ČSL               | profil |
|       | 2008  | RNDr. Marta Bayerová   | KSČM              | KSČM              | KSČM                  | profil |
|       | 2014  | Ing. Pavel Štohl       | ČSSD              | ČSSD              | BEZPP                 | profil |
|       | 2020  | Mgr. Tomáš Třetina     | ODS, STAN, TOP 09 | TOP 09            | TOP 09                | profil |

## Volby

### Rok 1996
| Kandidát | Kandidát                     | Volební strana | Navrhující strana | Politická příslušnost | Počet hlasů (1. kolo) | %     | Počet hlasů (2. kolo) | %     |
| -------- | ---------------------------- | -------------- | ----------------- | --------------------- | --------------------- | ----- | --------------------- | ----- |
|          | MUDr. Milan Špaček           | KDU-ČSL        | KDU-ČSL           | KDU-ČSL               | 6 760                 | 23,26 | 16 246                | 69,58 |
|          | PhDr. Drahoslava Šindelářová | ODS            | ODS               | ODS                   | 6 847                 | 23,56 | 7 103                 | 30,42 |
|          | Ing. Ludvík Herkle           | KSČM           | KSČM              | KSČM                  | 5 827                 | 20,50 | —                     | —     |
|          | Miloslav Rychtecký           | ČSSD           | ČSSD              | ČSSD                  | 5 657                 | 19,47 | —                     | —     |
|          | PhDr. Jaroslav Šabata        | NK             | NK                | BEZPP                 | 1 367                 | 4,70  | —                     | —     |
|          | JUDr. Jan Kryčer             | NK             | NK                | BEZPP                 | 1 343                 | 4,62  | —                     | —     |
|          | JUDr. Miluše Říčková         | NEZ            | NEZ               | BEZPP                 | 644                   | 2,22  | —                     | —     |
|          | MUDr. Pavel Hála             | MSLK_96        | MOR_SLEZ          | HSMS-MNSj             | 616                   | 2,12  | —                     | —     |

### Rok 2002
| Kandidát | Kandidát               | Volební strana | Navrhující strana | Politická příslušnost | Počet hlasů (1. kolo) | %     |
| -------- | ---------------------- | -------------- | ----------------- | --------------------- | --------------------- | ----- |
|          | PhDr. Vladimír Železný | NEZ            | NEZ               | BEZPP                 | 16 997                | 50,82 |
|          | MUDr. Milan Špaček     | KDU-ČSL        | KDU-ČSL           | KDU-ČSL               | 6 106                 | 18,25 |
|          | Ing. Ludvík Herkle     | KSČM           | KSČM              | KSČM                  | 3 370                 | 10,07 |
|          | MUDr. Oldřich Kraipl   | ČSSD           | ČSSD              | ČSSD                  | 2 837                 | 8,48  |
|          | Mgr. Růžena Šalomonová | NK             | NK                | BEZPP                 | 2 524                 | 7,54  |
|          | Mgr. Jiří Moravec      | NK             | NK                | KSČM                  | 1 127                 | 3,37  |
|          | Ing. Jaromír Morávek   | KONS           | KONS              | KONS                  | 480                   | 1,43  |

### Rok 2004 (doplňovací)
Mimořádné volby do Senátu se konaly 8. a 9. října 2004, protože tehdejší senátor Vladimír Železný byl zvolen europoslancem a nemohl vykonávat obě funkce současně.
| Kandidát | Kandidát             | Volební strana | Navrhující strana | Politická příslušnost | Počet hlasů (1. kolo) | %     | Počet hlasů (2. kolo) | %     |
| -------- | -------------------- | -------------- | ----------------- | --------------------- | --------------------- | ----- | --------------------- | ----- |
|          | MUDr. Milan Špaček   | KDU-ČSL        | KDU-ČSL           | KDU-ČSL               | 4 995                 | 28,37 | 6 734                 | 53,31 |
|          | Jaroslav M. Pařík    | ODS            | ODS               | BEZPP                 | 5 161                 | 29,32 | 5 896                 | 46,68 |
|          | Ing. Augustin Forman | KSČM           | KSČM              | BEZPP                 | 4 735                 | 26,90 | —                     | —     |
|          | Jindřich Laky        | ČSSD           | ČSSD              | BEZPP                 | 1 656                 | 9,40  | —                     | —     |
|          | Ing. Anna Gigimovová | US-DEU         | US-DEU            | BEZPP                 | 1 054                 | 5,98  | —                     | —     |

### Rok 2008
Senátor Milan Špaček z KDU-ČSL znovu nekandidoval, místo něj poslali lidovci do boje o Senát starostu Plenkovic Aloise Vybírala, ten ale s necelými 13,5 % nepostoupil do druhého kola volby. Do 2. kola se dostali komunistka Marta Bayerová a tehdejší starosta města Znojma Petr Nezveda z Občanské demokratické strany. V druhém kole jej ale kandidátka KSČM s velkým odstupem překonala, získala 69,24 % hlasů, a zasedla tak v horní komoře Parlamentu.
| Kandidát | Kandidát             | Volební strana | Navrhující strana | Politická příslušnost | Počet hlasů (1. kolo) | %     | Počet hlasů (2. kolo) | %     |
| -------- | -------------------- | -------------- | ----------------- | --------------------- | --------------------- | ----- | --------------------- | ----- |
|          | RNDr. Marta Bayerová | KSČM           | KSČM              | KSČM                  | 14 150                | 41,39 | 20 900                | 69,24 |
|          | Ing. Petr Nezveda    | ODS            | ODS               | ODS                   | 5 903                 | 17,27 | 9 283                 | 30,75 |
|          | Ing. Ladislav Skopal | ČSSD           | ČSSD              | ČSSD                  | 5 788                 | 16,93 | —                     | —     |
|          | Ing. Alois Vybíral   | KDU-ČSL        | KDU-ČSL           | KDU-ČSL               | 4 610                 | 13,48 | —                     | —     |
|          | Ing. Tomáš Rothröckl | SZ             | SZ                | BEZPP                 | 2 034                 | 5,95  | —                     | —     |
|          | Jiří Peřinka         | SDŽ            | SDŽ               | BEZPP                 | 664                   | 1,94  | —                     | —     |
|          | Mgr. Josef Molín     | SNK ED         | SNK ED            | BEZPP                 | 540                   | 1,57  | —                     | —     |
|          | Jiří Stanislav       | ČSNS 2005, SZR | SZR               | ČSNS 2005             | 491                   | 1,43  | —                     | —     |

### Rok 2014
Dosavadní komunistická senátorka Marta Bayerová s více než 12,5 % hlasů obsadila čtvrtou příčku a do druhého kola volby se nedostala. Naopak do druhého kola se dostal nestraník za sociální demokracii a bývalý zastupitel Znojma Pavel Štohl a lidovecký zastupitel obce Přeskače Jiří Němec. V druhém kole zvítězil Štohl a usedl v Senátu.
| Kandidát | Kandidát                     | Volební strana   | Navrhující strana | Politická příslušnost | Počet hlasů (1. kolo) | %     | Počet hlasů (2. kolo) | %     |
| -------- | ---------------------------- | ---------------- | ----------------- | --------------------- | --------------------- | ----- | --------------------- | ----- |
|          | Ing. Pavel Štohl             | ČSSD             | ČSSD              | BEZPP                 | 8 921                 | 24,72 | 8 326                 | 53,87 |
|          | Ing. Jiří Němec              | KDU-ČSL          | KDU-ČSL           | KDU-ČSL               | 6 697                 | 18,55 | 7 127                 | 46,12 |
|          | MUDr. Karel Podzimek         | ODS              | ODS               | ODS                   | 5 668                 | 15,70 | —                     | —     |
|          | RNDr. Marta Bayerová         | KSČM             | KSČM              | KSČM                  | 4 536                 | 12,57 | —                     | —     |
|          | doc. RNDr. Petr Firbas, CSc. | ANO              | ANO               | BEZPP                 | 3 347                 | 9,27  | —                     | —     |
|          | PhDr. Vladimír Železný       | NEZ/DEM          | NEZ/DEM           | NEZ/DEM               | 3 267                 | 9,05  | —                     | —     |
|          | Ing. Petr Krátký             | NK               | NK                | KSČM                  | 3 199                 | 8,86  | —                     | —     |
|          | Mgr. Petr Michek             | Moravané, LEV 21 | LEV 21            | LEV 21                | 450                   | 1,24  | —                     | —     |

### Rok 2020
Stávající senátor Pavel Štohl (nestraník za ČSSD) se rozhodl nekandidovat do Senátu a přerušil své politické angažmá. Jako jeho nejpravděpodobnější nástupce se rýsoval jiný sociální demokrat, Jan Grois. Ten překvapivě nekandidoval za svou domovskou ČSSD, ale za Starosty a osobnosti pro Moravu. První kolo však s 25,75 % nevyhrál a umístil se až za starostou Moravského Krumlova Tomášem Třetinou nominovaného TOP 09 s podporou hnutí STAN, KDU-ČSL, Svobodných, Hlasu, Pirátů a ODS, který získal přes 30 % hlasů. V druhém kole kandidát TOP 09 obhájil vítězství z prvního kola, a usedl tak do senátorské lavice.
| Kandidát | Kandidát                               | Volební strana    | Navrhující strana | Politická příslušnost | Počet hlasů (1. kolo) | %     | Počet hlasů (2. kolo) | %     |
| -------- | -------------------------------------- | ----------------- | ----------------- | --------------------- | --------------------- | ----- | --------------------- | ----- |
|          | Mgr. Tomáš Třetina                     | ODS, STAN, TOP 09 | TOP 09            | TOP 09                | 9 172                 | 30,37 | 10 478                | 54,57 |
|          | Jan Grois, MBA                         | SOM               | SOM               | ČSSD                  | 7 778                 | 25,75 | 8 723                 | 45,42 |
|          | MUDr. Martin Pavlík, Ph.D., EDIC, DESA | ANO               | ANO               | BEZPP                 | 6 094                 | 20,18 | —                     | —     |
|          | Ing. Pavel Kováčik                     | KSČM              | KSČM              | KSČM                  | 2 281                 | 7,55  | —                     | —     |
|          | Mgr. Růžena Šalomonová                 | SPD               | SPD               | SPD                   | 2 226                 | 7,37  | —                     | —     |
|          | Bohumila Beranová                      | NK                | NK                | BEZPP                 | 1 778                 | 5,88  | —                     | —     |
|          | PhDr. Vladimír Železný                 | Trikolóra         | Trikolóra         | BEZPP                 | 868                   | 2,87  | —                     | —     |

## Volební účast
|  | nejvyšší volební účast |  | nejnižší volební účast |

| Rok  | % (1. kolo) | % (2. kolo) |
| ---- | ----------- | ----------- |
| 1996 | 34,60       | 27,50       |
| 2002 | 37,45       | —           |
| 2004 | 19,50       | 14,01       |
| 2008 | 40,15       | 33,04       |
| 2014 | 41,74       | 16,56       |
| 2020 | 33,42       | 20,67       |